# Pío Romero Bosque
Pío Romero Bosque (Suchitoto, El Salvador, 13 de febrero de 1861-Managua, 10 de diciembre de 1935) fue un político y abogado salvadoreño, quien fue Presidente de El Salvador desde 1927 hasta 1931.

## Biografía
En 1892 inició una larga carrera política al ser elegido diputado a la Asamblea Nacional. También sirvió como juez de primera instancia y magistrado en el poder judicial. En el 23 de marzo de 1901, la Asamblea Nacional Legislativa eligió los Magistrados de la Corte Suprema de Justicia y Cámaras Seccionales, siendo Tercer Magistrado en la Cámara Primera de Segunda Instancia el Dr. Pío Romero Bosque. En el gobierno de los presidentes Jorge Meléndez (1919-1923) y Alfonso Quiñónez Molina (1923-1927) ocupó los cargos de Ministro de Guerra y Ministro de Gobernación.

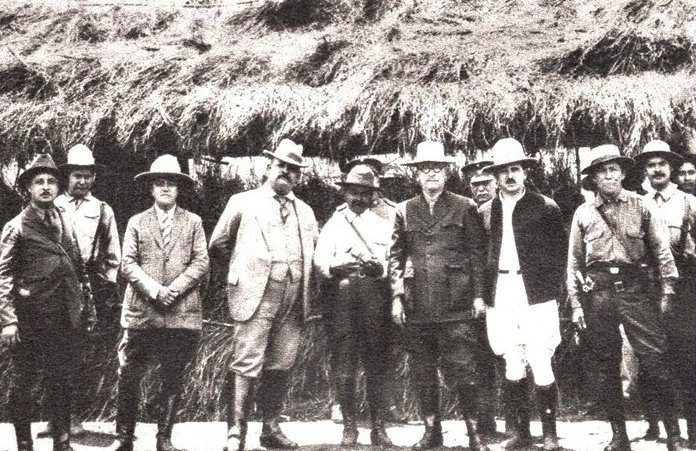
Miembros del Gabinete y Ejército del Gobierno del Dr. Alfonso Quiñonez Molina, a la derecha su sucesor Pio Romero Bosque.

Después de la ruina ocasionada por el terremoto del 28 de abril de 1919 en San Salvador, formó parte del Comité Central encargado de la construcción de barracas como su secretario.

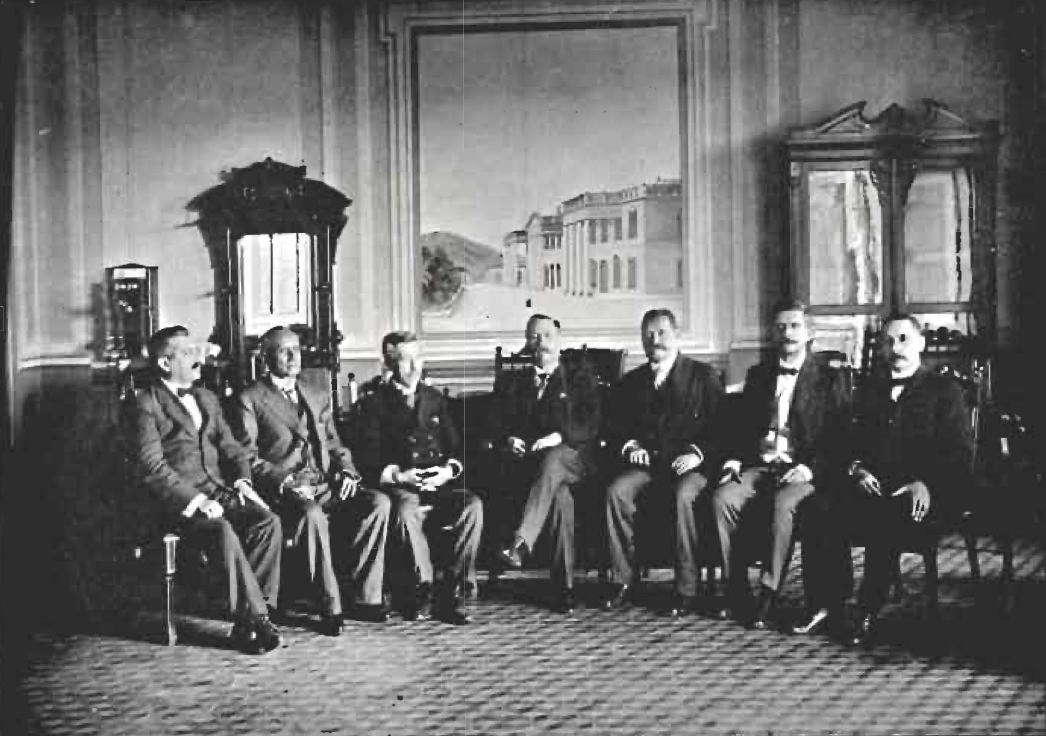
Pio Romero Bosque. Fue uno de los Magistrados de la Corte Suprema de Justicia y Cámaras Seccionales, siendo Tercer Magistrado en la Cámara Primera de Segunda Instancia el Dr. Pío Romero Bosque.

 la Dinastía Quiñónez instaló al hermano menor de Carlos, Jorge, como candidato presidencial del Partido Nacional Demócrata, pero su candidatura fue impugnada por el terrateniente Arturo Araujo del Partido Laborista Salvadoreño (PLS). Jorge y Quiñónez hizo que el presidente de la Corte Suprema, Pío Romero Bosque, anunciara su propia candidatura y procedieron a manipular las elecciones para que Jorge llegara en primer lugar, Romero en segundo y Araujo en tercero. Jorge y Quiñónez  asumieron el cargo en marzo de 1919 como presidente y vicepresidente, respectivamente, y gobernarían El Salvador hasta 1927. 

### Presidencia de Pío Romero Bosque

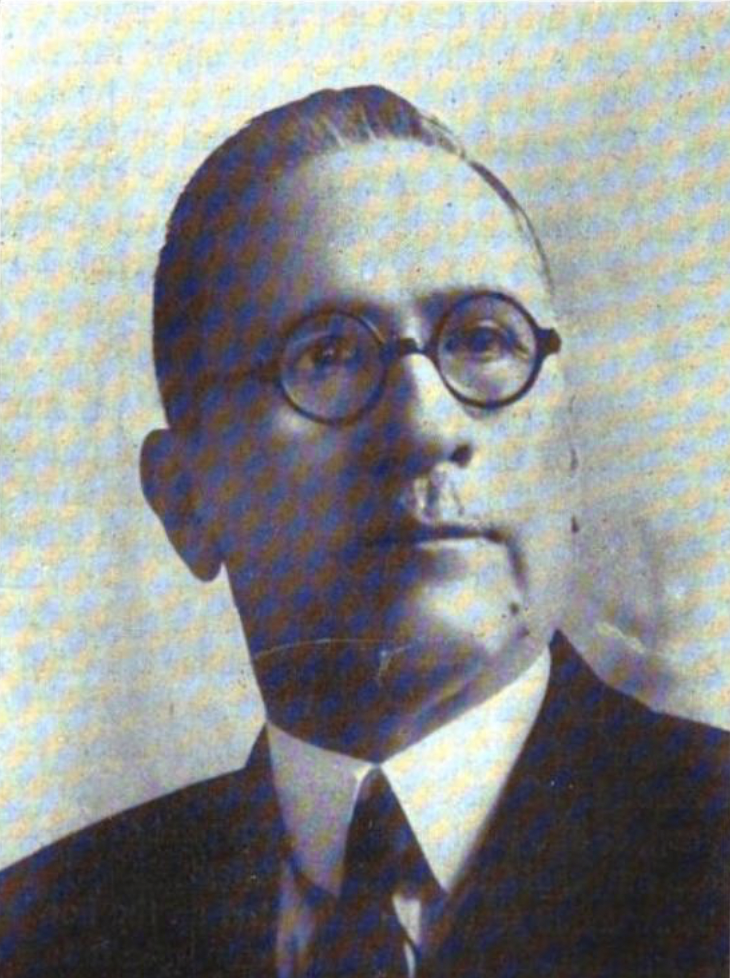
Pío Romero Bosque (1 de marzo de 1927 – 1 de marzo de 1931. Partido PND). Marcó el final de la Dinastía Meléndez-Quiñones. Fue un vástago de la "dinastía Meléndez-Quiñónez", que en lugar de imponer su propio heredero como Presidente, permitió una democratización del país con sus primeras elecciones libres en 1931, ganadas por Arturo Araújo.

Pese a no pertenecer a la familia Meléndez-Quiñones, se le considera parte de la dinastía puesto que era el médico particular familiar. Ascendió al poder mediante el apoyo de la familia gobernante el 1 de marzo de 1927 tras haberse desempeñado como ministro de guerra. Con el apoyo de la familia Meléndez-Quiñónez fue elegido presidente de la República. Tomó posesión del cargo el 1 de marzo de 1927, en medio de un clima de represión política. Sin embargo, ya en el poder, tomó medidas contrarias a los intereses de la familia Meléndez, lo cual orilló a la oligarquía a un fallido golpe de Estado en 1931. Sin embargo ya en la presidencia se generó un descontento entre la familia Meléndez-Quiñonez, el expresidente Jorge Meléndez y Alfonso Quiñonez, intentaron realizar un golpe de Estado hacia Pío Romero Bosque, lo cual resultó en un fracaso y Quiñonez junto a Meléndez terminaron exiliándose hacia Costa Rica. Bosque prosiguió con su gobierno hasta 1931, lo cual abrió las puertas hacia un periodo democrático, durante su gobierno se dio autonomía a la Universidad de El Salvador, se creó la Asociación General de Estudiantes Universitarios Salvadoreños, (AGEUS), permitió la legalización de varios partidos políticos entre ellos el Partido Comunista Salvadoreño entre otros logros, sin embargo durante su gobierno también lidió con varias manifestaciones producidas en algunas ciudades de El Salvador, por diversos motivos las cuales fueron reprimidas,  Al inicio de la presidencia de Romero, los precios del café eran altos y las exportaciones de café de El Salvador alcanzaban cifras récord. Mientras tanto, Romero heredó un déficit presupuestario y una deuda de SV₡23.8 millones de su predecesor que resultó de la emisión de una gran cantidad de bonos fiscales. En el discurso inaugural de Romero, declaró que tenía la intención de solucionar la situación financiera del país. En 1927, implementó varios impuestos nuevos sobre las importaciones para aumentar la financiación del gobierno y el ejército. También implementó un impuesto sobre todas las tiendas generales operadas por hombres en un esfuerzo por promover la participación de las mujeres en la economía. Romero concedió exenciones fiscales en el cultivo de ciertos cultivos debido al descontento de los trabajadores agrícolas respecto a las tasas impositivas. El comercio internacional con Guatemala y Honduras también recibió exenciones fiscales. El Ministerio de Finanzas informó que las reformas implementadas en 1927 y 1928 tuvieron impactos positivos en la economía del país, ya que la producción económica aumentó.  Tomó medidas tales como la redistribución de la tierra, la cual fue una de las causas del levantamiento campesino de años más tarde; así como la libertad de prensa; la libertad de asociación; la no persecución a la oposición; y, además, convoca a elecciones libres, las cuales no fueron manipuladas y fueron respetadas. Tras acabar su periodo entregó la presidencia a Arturo Araujo, triunfante en las elecciones, el 1 de marzo de 1931, acabando así la dinastía. Durante el final de su presidencia se produjo la Gran depresión de 1929. Dado que El Salvador dependía mucho de la economía estadounidense, el país se vio muy gravemente afectado, sufriendo principalmente por la dramática caída de los precios del café exacerbando la crisis en la sociedad salvadoreña. Durante el gobierno del Dr. Romero Bosque (1927-1931) el movimiento sindical llega a abarcar a los trabajadores de la ciudad y a los obreros agrícolas. Se crean sindicatos en las ciudades, pueblos, fincas, etc. Además, a los campesinos pobres y acomodados se les organiza en ligas campesinas y cooperativas. Esto constituyó una conquista muy importante. El movimiento campesino adquirió proporciones no igualadas hasta el momento. La consigna central de “La Regional” fue la lucha por la reforma agraria democrática, considerando como tal el reparto de tierras a los campesinos, la destrucción de los latifundios y la erradicación de las formas feudales de explotación; el desarrollo del crédito agrícola, la proporción de ayuda técnica y de abonos, de semillas e instrumentos de labor. Tales eran las reivindicaciones más sentidas y que su realización se anhelaba a fin de elevar el nivel de vida de los campesinos y abrir el camino de la industrialización nacional. Asimismo, se luchaba por objetivos más inmediatos, como eran la rebaja de los alquileres de la tierra, el aumento de los salarios en las labores agrícolas, el cese de los despidos injustificados, la abolición de los maltratos de obra a los trabajadores y de las injusticias cometidas por los hacendados y sus empleados.
En los primeros tiempos, el gobierno del Dr. Romero Bosque respetó los derechos democráticos. Los obreros se organizaron sin dificultades. Se refiere que el Presidente en repetidas ocasiones, ofreció su contribución monetaria para el sostenimiento de la FRTS, pero ésta siempre declinó la aceptación. Por esta época resultaba extraño para nadie que el Dr. Romero convocara a su despacho presidencial a los dirigentes obreros para platicar con ellos. No fueron pocas las oportunidades en que les expresó que estaba de acuerdo con la organización de los obreros pero no con la movilización y organización de los trabajadores del campo. “Los obreros hacen mal con inquietar a los campesinos, ya que estos viven tranquilos en la situación en que se encuentran”, les decía.
Es dentro de este formidable ascenso de la lucha de masas, que en el mes de marzo de 1930 se funda el Partido Comunista de El Salvador. Por estas fechas Agustín Farabundo Martí estaba ausente del país.
Frente a la deteriorada situación económica surgieron las primeras agrupaciones de trabajadores y se sucedieron las huelgas. En 1930 se fundó el Partido Comunista Salvadoreño. Romero Bosque reprimió duramente las protestas pero al final de su mandato, organizó unas elecciones consideradas libres y entregó el poder al candidato ganador, Arturo Araujo el 1 de marzo de 1931.  
Sus políticas sobre la posesión de la tierra fueron un elemento que provocó el levantamiento campesino de 1932   El autor británico Alastair White describió la presidencia de Romero como "el comienzo de un período de transición que terminó con la supresión de la rebelión de 1932, después de la cual el nuevo orden de cosas fue evidente". El autor estadounidense Thomas P. Anderson escribió que Romero es recordado en El Salvador como "una especie de Buen Rey Wenceslao salvadoreño" y describió su presidencia como una "edad dorada en la problemática historia del país". Por otro lado, el editorialista conservador salvadoreño Juan Ulloa culpó a las reformas democráticas de Romero como la causa directa de La Matanza, una rebelión de 1932 dirigida por Martí y el PCES, seguida de los asesinatos masivos de hasta 40,000 personas. Ulloa también acusó a Romero de "conocer a sus líderes [comunistas]"..

## Legado
Tiene fama de ser uno de los pocos, si no el único, presidente salvadoreño que fue capaz de alcanzar un equilibrio político en el gobierno durante su administración. Este equilibrio se conoce a menudo como el "Mix natural", un equilibrio entre la concesión a las demandas de los diversos componentes de la sociedad y la represión de la misma en un país determinado. Fue un vástago de la dinastía Meléndez-Quiñones, que en lugar de imponer su propio heredero como Presidente, permitió una democratización del país con sus primeras elecciones libres en 1931. Esta sería la primera elección democrática en El Salvador desde la Independencia de la Corona Española en 1821 dando así también el fin de la República Cafetalera en El Salvador en el que los Terratenientes ya no ocuparían los cargos en la presidencia de la república dando así el inicio del Militarismo.

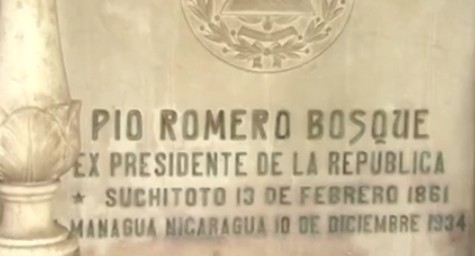
Tumba de Pío Romero Bosque en el Cementerio de Los Ilustres.